# Space Metal
Space Metal (англ. Космический метал) — двойной сборник британской рок-группы UFO, выпущенный 25 апреля 1976 года. На нём представлены композиции с первых двух студийных альбомов группы, UFO 1 и UFO 2: Flying, и с концертного альбома Live.

## Список композиций

### Диск 1
| №  | Название     | Автор(ы)                                   | Альбом        | Длительность |
| -- | ------------ | ------------------------------------------ | ------------- | ------------ |
| 1. | «Boogie»     | Мик Болтон, Пит Уэй, Фил Могг, Энди Паркер | UFO 1         | 4:15         |
| 2. | «Star Storm» | Болтон, Уэй, Могг, Паркер                  | UFO 2: Flying | 18:50        |

| №  | Название          | Автор(ы)                     | Альбом        | Длительность |
| -- | ----------------- | ---------------------------- | ------------- | ------------ |
| 1. | «Timothy»         | Болтон, Уэй, Могг, Паркер    | UFO 1         | 3:28         |
| 2. | «C’mon Everybody» | Эдди Кокран, Джерри Кэйпхарт | UFO 1         | 3:10         |
| 3. | «Follow You Home» | Уэй                          | Live          | 6:00         |
| 4. | «Prince Kajuku»   | Болтон, Уэй, Могг, Паркер    | UFO 2: Flying | 3:55         |

### Диск 2
| №  | Название              | Автор(ы)                     | Альбом        | Длительность |
| -- | --------------------- | ---------------------------- | ------------- | ------------ |
| 1. | «Loving Cup»          | Пол Баттерфилд               | Live          | 5:10         |
| 2. | «Shake It About»      | Болтон, Уэй, Могг, Паркер    | UFO 1         | 3:46         |
| 3. | «Silver Bird»         | Болтон, Уэй, Могг, Паркер    | UFO 2: Flying | 6:45         |
| 4. | «(Come Away) Melinda» | Фред Хеллерман, Фран Минкофф | UFO 1         | 4:49         |
| 5. | «Evil»                | Уэй                          | UFO 1         | 3:27         |

| №  | Название | Автор(ы)                  | Альбом        | Длительность |
| -- | -------- | ------------------------- | ------------- | ------------ |
| 1. | «Flying» | Болтон, Уэй, Могг, Паркер | UFO 2: Flying | 26:30        |

## Участники записи
UFO:
- Фил Могг — вокал
- Мик Болтон — гитара
- Пит Уэй — бас-гитара
- Энди Паркер[англ.] — ударные

Производство:
- Гай Флетчер, Дуг Флетт — продюсирование (песни с альбома UFO 1)
- UFO, Мильтон Сэмюэль — продюсирование (песни с альбомов UFO 2: Flying, Live)

Оформление:
- Гюнтер Блюм — дизайн обложки